# Ross Powers
Ross Powers (* 10. února 1979, Bennington, Vermont, USA) je bývalý americký snowboardista.
Na olympijských hrách v Salt Lake City roku 2002 vyhrál závod na U-rampě. Ve stejné disciplíně na předchozích hrách v Naganu roku 1998 bral bronz. Krom toho je z U-rampy mistrem světa z roku 1996. V roce 2007 Powers změnil disciplínu a začal se věnovat snowboardcrossu. Své první umístění na pódiu ve světovém poháru v této disciplíně zaznamenal v únoru 2009 v Sunday River v Maine a znovu v prosinci 2009 v Telluride v Coloradu, přesto se do americké olympijské nominace ve snowboardcrossu roku 2010 nedostal. V dubnu 2010 pak byl jmenován ředitelem programu snowboardingu na The Stratton Mountain School ve Vermontu. Je též absolventem této školy, z roku 1997.